# Ружейниковский
Ружейниковский — хутор в Новониколаевском районе Волгоградской области России. Входит в состав Комсомольского сельского поселения. Население 133 чел. (2010) .

## История
В соответствии с Законом Волгоградской области от 22 декабря 2004 года № 975-ОД «Об установлении границ и наделении статусом Новониколаевского района и муниципальных образований в его составе», хутор вошёл в состав образованного Комсомольского сельского поселения.

## География
Расположен в северо-западной части региона, в степной зоне, в пределах Хопёрско-Бузулукской равнины, у пруда Ружейников. Фактически — западный микрорайон х. Комсомольский.
Абсолютная высота — 140 метров над уровнем моря.

## Население
| 2010 |
| ---- |
| 133  |

Гендерный состав
По данным Всероссийской переписи населения 2010 года в гендерной структуре населения из 133 человек мужчин — 71, женщин — 62 (53,4 и 46,6 % соответственно).
Национальный состав
Согласно результатам переписи 2002 года, в национальной структуре населения
русские составляли 84 % из общей численности населения в 134 чел..

## Инфраструктура
Развитое сельское хозяйство. Личное подсобное хозяйство.

## Транспорт
Просёлочные дороги.